# トラスト・ミー
『トラスト・ミー』（Trust）は、1990年製作のアメリカ映画。ハル・ハートリー監督・脚本。

## ストーリー
妊娠して、高校をドロップアウトしたマリア。両親に妊娠を告げると父親は怒る。マリアは父親を平手打ちするが、父はなんと心臓発作で死んでしまう。母親に家を追い出され、彼氏からも愛想をつかされる。泊まるところもなく街をさまよっていると、電化製品の修理工であるマシューと出会う。
マシューもマリアと同様、家族とうまくやっていくことができない性格であり、仕事も自分の意にそぐわないことはやらず、すぐに辞めてしまうことを繰り返していた。誠実なマシューに、次第にひかれていくマリア。マシューも、マリアの為に地道に働こうとする。

## キャスト
- エイドリアン・シェリー - マリア
- マーティン・ドノヴァン - マシュー
- メリット・ネルソン - ジーン（マリアの母）
- ジョン・マッカイ - ジム（マシューの父）
- イーディ・ファルコ - ペグ（マリアの姉）

## その他
- 舞台は、ハル・ハートリーの出身地である、ニューヨーク州のLindenhurst。
- ビデオが発売されていたが、現在は廃盤となっている。
- 2018年、ハル・ハートリー監督自身が行ったクラウドファンディングにより《ロング・アイランド・トリロジー》BOXセットの一篇としてBlu-ray/DVD化された。
- ポリスターより、本編で使用されている曲、及び『ニューヨーク・ラブストーリー』『シンプルメン』『サバイビング・デザイア』『セオリー・オブ・アチーブメント』の使用曲が収録されているサウンドトラック、『ミュージック・フロム・ザ・フィルムズ・オブ・ハル・ハートリー』が発売されている。 ASIN B00005FO83 （現在は廃盤）。